# Ruijsenaars-Schneider-Modell
Ruijsenaars-Schneider-Modelle (kurz RS-Modelle) sind relativistische Verallgemeinerungen von Calogero-Moser-Sutherland-Modellen (kurz CSM-Modelle), welche eng mit relativistischen Feldtheorien wie dem Sinus-Gordon-Modell zusammenhängen. RS-Modelle sind nach Simon N. M. Ruijsenaars und Herbert Schneider benannt. Beide führten die klassischen Modelle im Jahr 1986 ein und Ruijsenaars führte die quantentheoretischen Modelle im Jahr 1987 ein.

## Beschreibung
Für {\displaystyle N} punktartige Teilchen auf der reellen Gerade {\displaystyle \mathbb {R} } ist die Hamilton-Funktion des RS-Modells gegeben durch:
{\displaystyle H=mc^{2}\sum _{i=1}^{N}\cosh \left({\frac {p_{i}}{mc}}\right)\prod _{1\leq i<j\leq N}f(x_{i}-x_{j}).}
Verschiedene Potentiale führen auf verschiedene RS-Modelle, dabei sind die vier am häufigsten betrachtete Typen:
- Typ I/rational:
{\displaystyle f(x)^{2}=1+\left({\frac {g}{mcx}}\right)^{2}.}
- Typ II/hyperbolisch:
{\displaystyle f(x)^{2}=1+{\frac {\sin \left({\frac {ag}{mc}}\right)^{2}}{\sinh(ax)^{2}}}.}
- Typ III/trigonometrisch:
{\displaystyle f(x)^{2}=1+{\frac {\sinh \left({\frac {ag}{mc}}\right)^{2}}{\sin(ax)^{2}}}.}
- Typ IV/elliptisch:[3]
{\displaystyle f(x)^{2}=a+b\wp (x;\omega _{1},\omega _{2}).}